# Kuwait en los Juegos Olímpicos de Sídney 2000
Kuwait estuvo representado en los Juegos Olímpicos de Sídney 2000 por un total de 29 deportistas masculinos que compitieron en 6 deportes.
El portador de la bandera en la ceremonia de apertura fue el atleta Fawzi Al-Shamari.

## Medallistas
El equipo olímpico kuwaití obtuvo las siguientes medallas:
| Nombre            | Deporte | Competición  |
| ----------------- | ------- | ------------ |
| Oro               |         |              |
| —                 |         |              |
| Plata             |         |              |
| —                 |         |              |
| Bronce            |         |              |
| Fehaid Al-Deehani | Tiro    | Doble foso M |